# Тягун (Кытмановский район)
Тягун — село в Кытмановском районе Алтайского края России. Административный центр Тягунского сельсовета.

## География
Расположен на северо-востоке края, в пределах Бийско-Чумышской возвышенности, на правом берегу реки Чумыш, на противоположном берегу от районного центра села Кытманово.
Климат
континентальный. Средняя температура января −19,2°С, июля +18°С. Годовое количество атмосферных осадков — 437 мм.

## Население
| 1997 | 1998 | 1999 | 2000 | 2001 | 2002 | 2003 | 2004 | 2005 | 2006 |
| ---- | ---- | ---- | ---- | ---- | ---- | ---- | ---- | ---- | ---- |
| 641  | ↗643 | ↗665 | ↘664 | ↘662 | ↗665 | ↘654 | ↘647 | ↘622 | ↗648 |
| 2007 | 2008 | 2009 | 2010 | 2011 | 2012 | 2013 |      |      |      |
| →648 | ↘632 | ↘631 | ↗647 | ↘646 | ↘637 | ↘630 |      |      |      |

Национальный состав
Согласно результатам переписи 2002 года, в национальной структуре населения русские составляли 97 % от 2188 чел.

## Инфраструктура
Стадион.

## Транспорт
Тягун доступен автомобильным транспортом.
Проходят автодороги: регионального значения  «Мартыново — Тогул — Залесово» (идентификационный номер 01 ОП РЗ 01К-14) и межмуниципального значения «Тягун — Новоозерное — Новодуплинка» (идентификационный номер 01 ОП МЗ 01Н-2506).